# Casas Colgadas
Las Casas Colgadas, Colgantes o Voladas, también Casas del Rey, son un conjunto de edificios civiles situados en la ciudad española de Cuenca. Se denominan así por poseer una parte de ellas en voladizo, o grandes balcones, sobresaliendo en la alta cornisa rocosa de la hoz del río Huécar. Los únicos tres ejemplos de este tipo de edificaciones que aún perduran son la Casa de la Sirena y las dos Casas de los Reyes, construidas entre los siglos XIII y XV. Estas edificaciones, junto a su catedral gótica, contribuyeron a que la ciudad amurallada de Cuenca fuera nombrada en 1996 Patrimonio de la Humanidad. El 25 de octubre de 2016 fueron declaradas Bien de Interés Cultural con la categoría de monumento. En ellas está ubicado el Museo de Arte Abstracto Español.

## Historia
La historia gráfica de estos edificios comienza en 1565, año en el que el pintor flamenco Anton van den Wyngaerde los incluye, junto con toda la cornisa de San Martín, en su espléndida panorámica Cuenca desde el este. Las fotografías más antiguas del lugar, fechadas en el último tercio del siglo XIX, nos muestran que el conjunto permaneció casi intacto durante varias centurias, aunque desafortunadamente, poco queda de aquella maravilla arquitectónica y paisajística de la vieja ciudad de Cuenca.

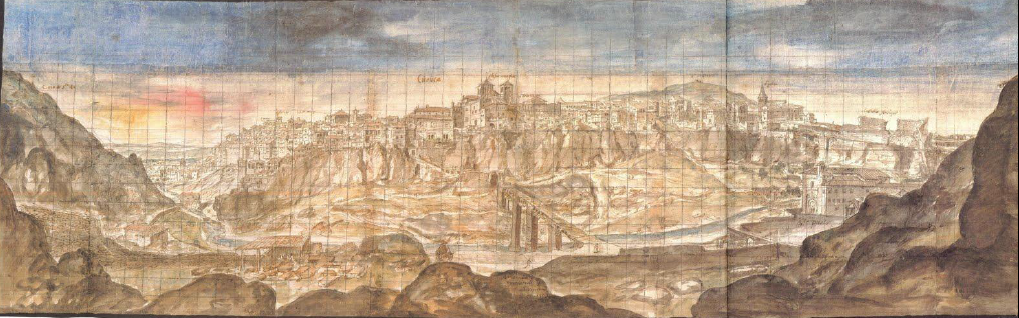
Cuenca desde el este, de Anton van den Wyngaerde, en 1565

En el pasado, era frecuente encontrar este elemento arquitectónico en el borde este de la ciudad antigua, situado frente a la hoz del río Huécar, aunque hoy sólo perdura una pequeña parte de ellas. De todas, las más conocidas son un conjunto de tres edificaciones con balcones de madera.

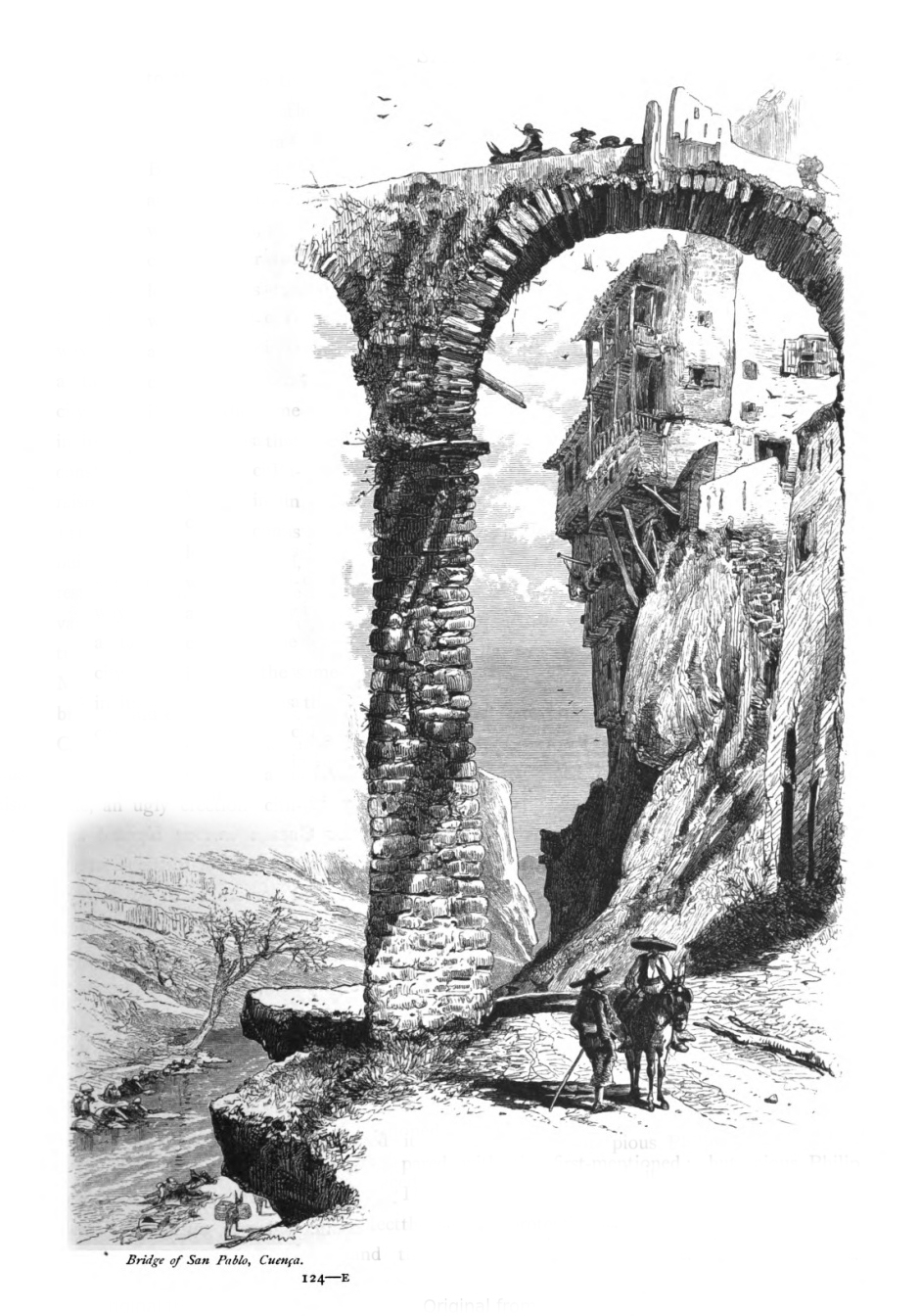
Antiguo puente de San Pablo y Casas Colgadas en segundo plano

Se tiene constancia de que fueron construidas en los siglos XV y XVI. A lo largo de su historia, han pasado por diversas remodelaciones, siendo las más recientes, la realizada durante la década de 1920, cuando aún perduraban ocho; y la de 1966, debido al alto estado de degradación de las que quedaban en pie. Han sido utilizadas como viviendas de uso particular y casa consistorial.
Las casas fueron reinauguradas el 5 de febrero de 1966, con la asistencia de diversas personalidades como el ministro Manuel Fraga y el obispo Inocencio Rodríguez. El alcalde Rodrigo Lozano solicitó a Fraga que Cuenca contara con un parador, en el edificio que albergaba el Archivo Histórico Provincial, junto a las ruinas del castillo, pero que finalmente fue ubicado en el convento de San Pablo en 1993. Cinco meses después, el ministro visitó las obras de la parte que alojaría el Museo de Arte Abstracto Español, gestionado por la Fundación Juan March, el cual fue reformado y ampliado en noviembre de 2016, coincidiendo con su cincuenta aniversario. Aún en la década de los 90, la parte anexa al museo funcionaba como mesón restaurante. Tras su cierre, hubo nuevos planes de reformas para albergar un nuevo mesón, los cuales fueron fallidos y el espacio se destinó a la ampliación museística mencionada. En marzo de 2017, se adjudicaron obras para crear un nuevo mesón en régimen de concesión y volver a rehabilitar el monumento.

## Estructuras similares en otras poblaciones
Este tipo de construcción arquitectónica tiene numerosos ejemplos en otros lugares. En España, podemos encontrarlo en Albarracín, Cantavieja, Castellfullit de la Roca, Frías, las casas del Oñar en Gerona, sobre el Tajo de Ronda, Viver, Zafra de Záncara o Tarazona. En algunas de estas edificaciones, no solo son los balcones los que quedan sobre el vacío, sino parte del interior de los hogares, junto a las ventanas. En la ciudad italiana de Florencia, son destacadas las casas colgantes del Ponte Vecchio.

## Galería de imágenes

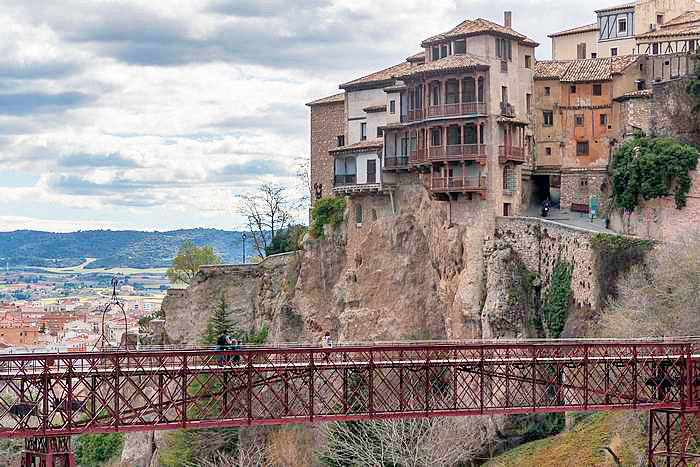
Puente de San Pablo y las Casas Colgadas.
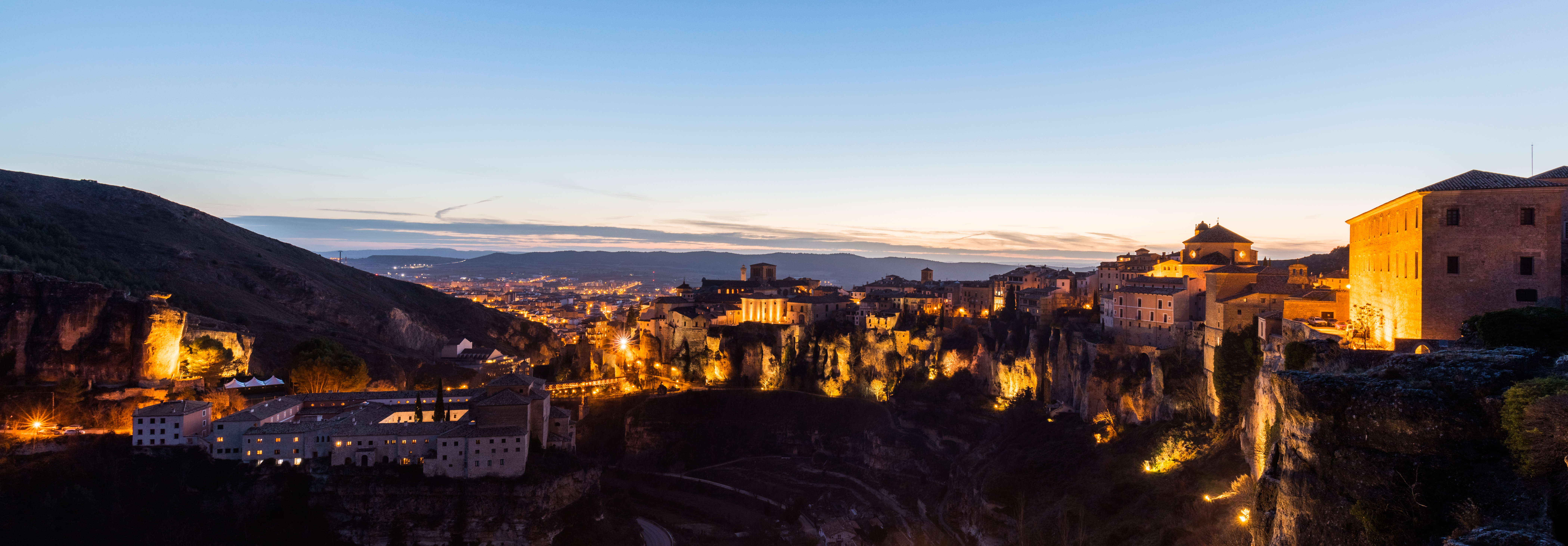
Vista nocturna de las Casas Colgadas.
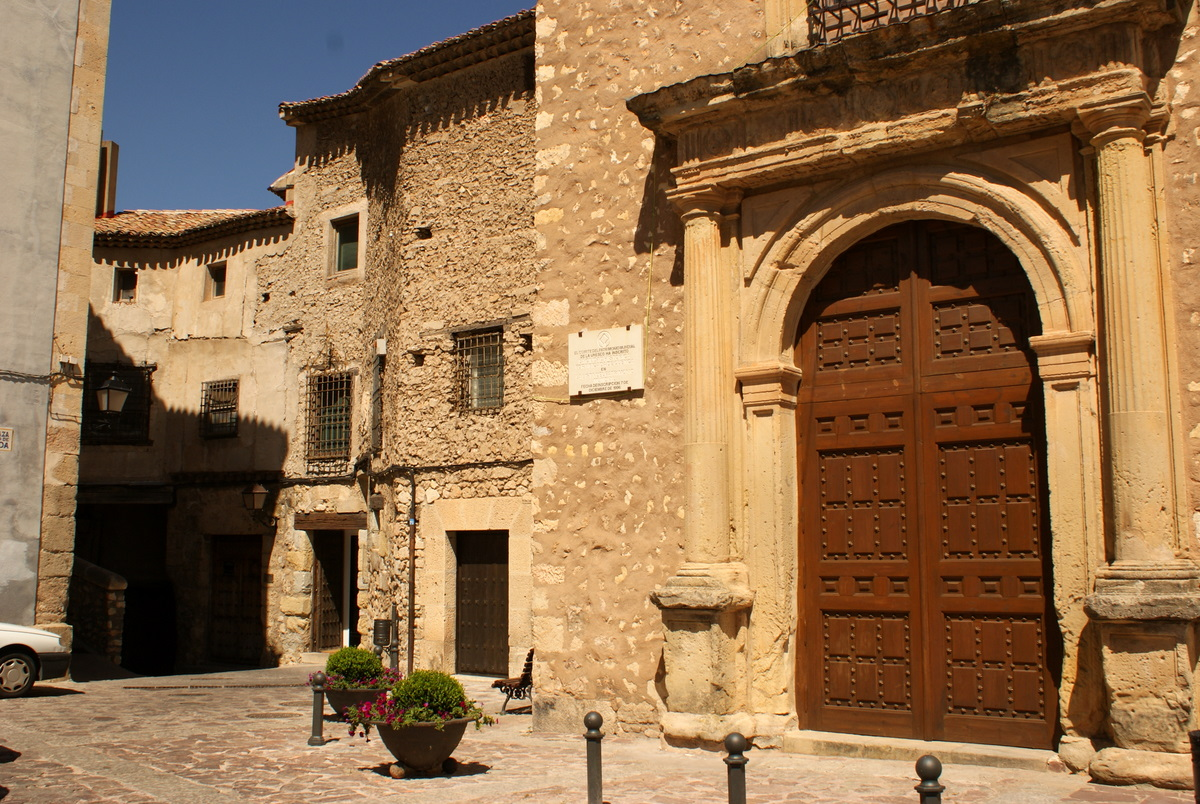
Acceso principal a las Casas Colgadas.
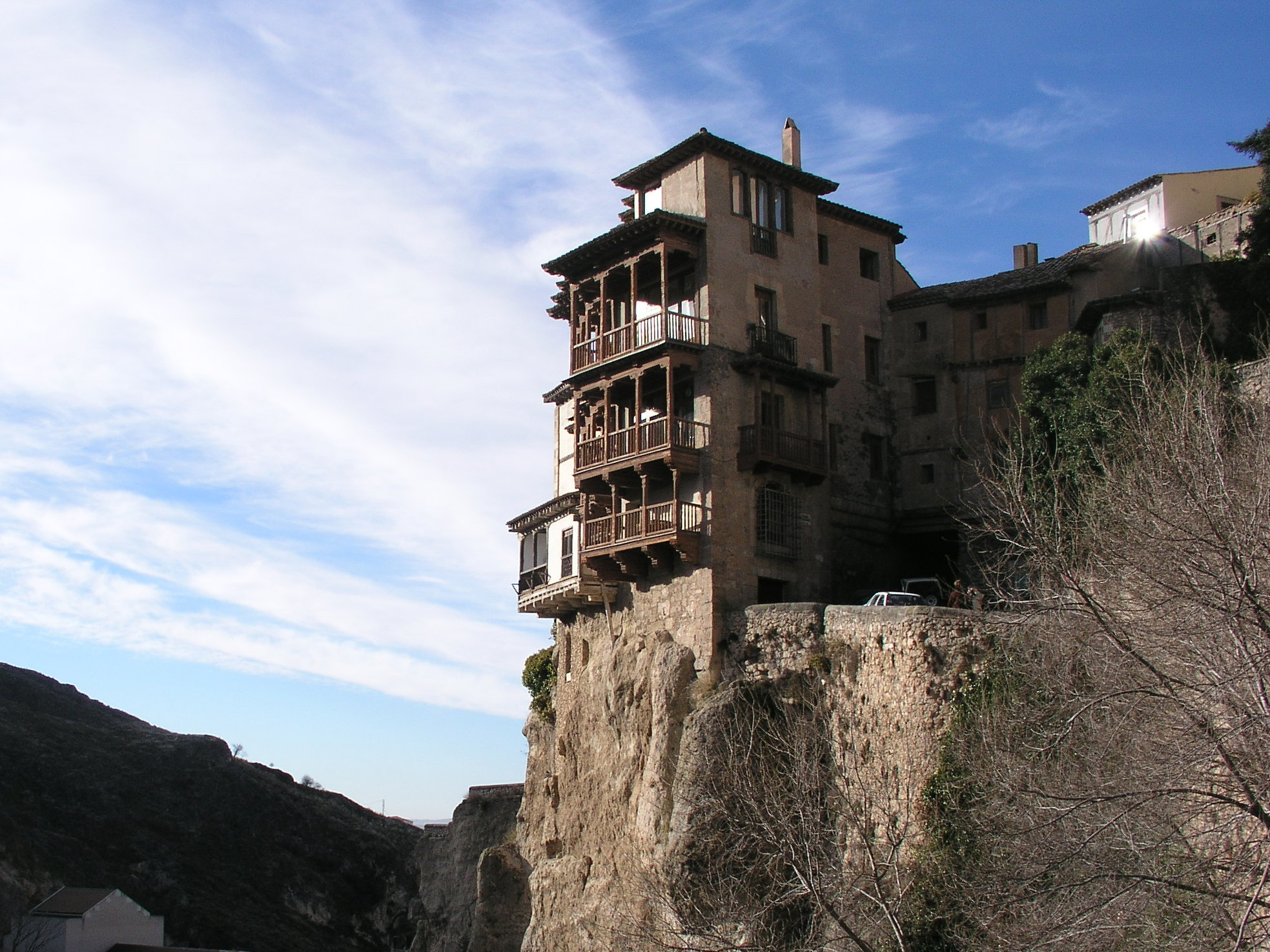
Presiden el cañón del río Huécar.
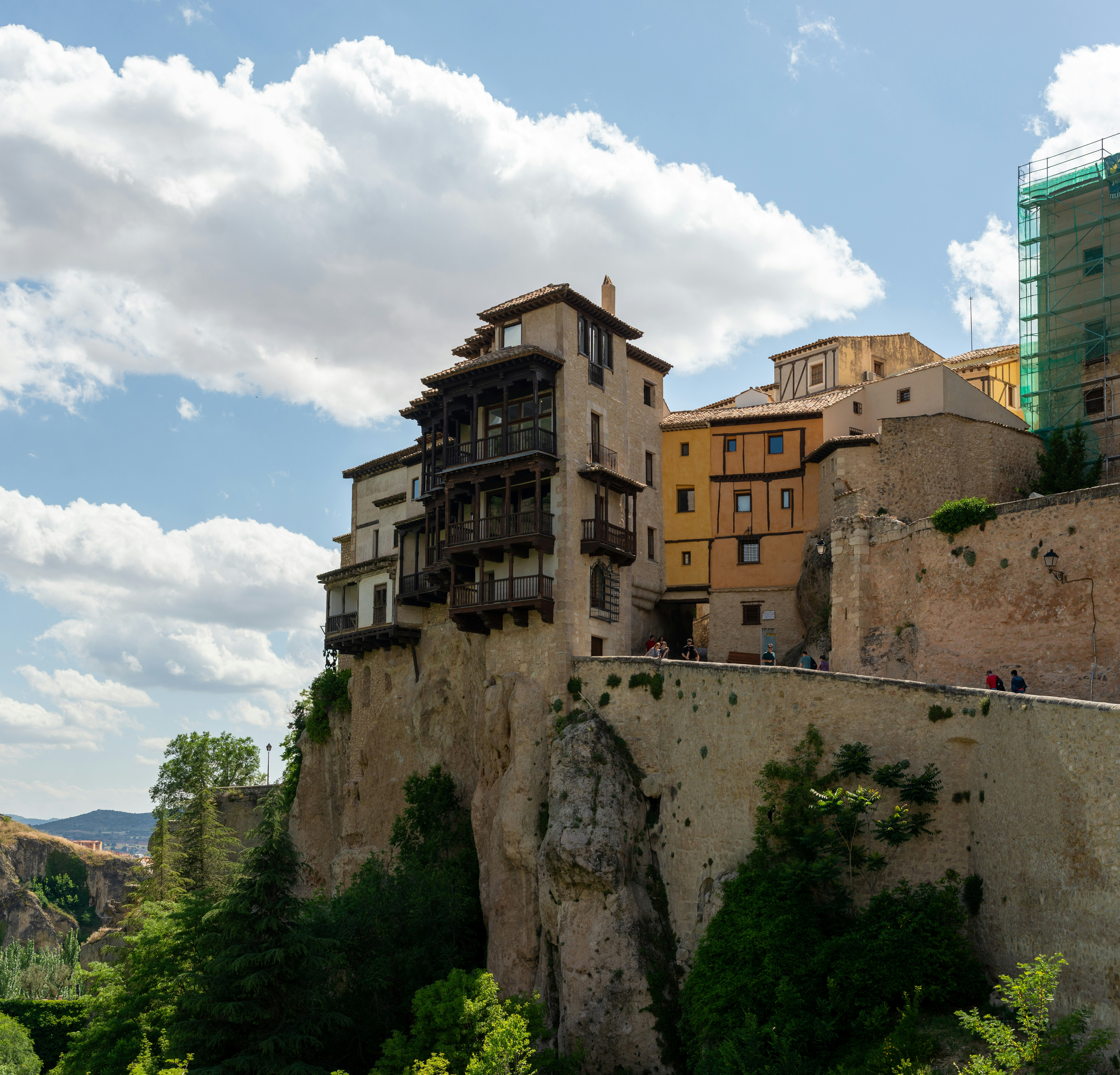
Casas colgadas desde el Puerta. Foto junio 2024.